# Dance & Chance
 (mars 2012).
Si vous disposez d'ouvrages ou d'articles de référence ou si vous connaissez des sites web de qualité traitant du thème abordé ici, merci de compléter l'article en donnant les références utiles à sa vérifiabilité et en les liant à la section « Notes et références ».
Singles de Coconuts Musume
Halation Summer
(1999) Tokonatsu Musume
(2000)
Dance & Chance (écrit en capitales : DANCE & CHANCE) est le 2e single du groupe de J-pop Coconuts Musume, sorti en 1999.

## Présentation
Le single, écrit et produit par Tsunku, sort le 25 août 1999 au Japon sur le label SME Records, un mois seulement après le précédent single du groupe, Halation Summer. Il atteint la 86e place du classement de l'Oricon, restant classé une semaine. C'est le premier single du groupe à sortir au format maxi-CD de 12 cm de diamètre, le précédent étant sorti au format mini-CD de 8 cm, ancienne norme pour les singles.
La chanson-titre est chantée en japonais, hormis le refrain, bien que la majorité des membres (américaines) ne parlent pas cette langue ; elle ne figurera sur aucun album. Une seconde version ré-interprétée en anglais figure à la suite ; celle-ci figurera sur la compilation du Hello! Project Petit Best ~Ki Ao Aka~ de 2000. Le single contient une troisième chanson, en plus de la version instrumentale : une reprise en anglais de la chanson Zurui Onna, le plus gros tube de Sharam Q (le groupe de Tsunku) vendu à plus d'un million d'exemplaires en 1995. Le clip vidéo de la chanson-titre figurera, avec ceux des chansons du single précédent, sur la vidéo intitulée Coconuts Musume qui sort deux mois plus tard ; il figurera aussi sur le DVD Petit Best DVD de fin 2004.
C'est le dernier single du groupe avec Chelsea et April, qui partiront en janvier suivant.
Membres du groupe
Ayaka ; Mika ; Danielle ; Chelsea ; April

## Liste des titres
Toutes les chansons sont écrites et composées par Tsunku, adaptées en anglais par Lynne Hobday.
| 1. | Dance & Chance (DANCE & CHANCE)                         |  |
| 2. | Dance & Chance (English Version) (DANCE & CHANCE (...)) |  |
| 3. | Zurui Onna (English Version) (ズルい女 (...))           |  |
| 4. | Dance & Chance (Backing Track) (instrumental)           |  |